# Печера Синаторій на вершині гори Синаторій
Пече́ра Синато́рій на верши́ні гори́ Синато́рій (Печера Синаторія) — геологічна пам'ятка природи місцевого значення в Україні. Розташована в межах Перечинського району Закарпатської області, на південний захід від села Тур'ї Ремети.
Площа 1 га. Статус надано згідно з рішенням облвиконкому від 18.11.1969 року № 414 та рішенням облвиконкому від 23.10.1984 року, № 253. Перебуває у віданні Ужгородського військового лісництва (кв. 26, вид. 24).
Статус надано з метою збереження невеликої печери (гроту) серед букового лісу. Печера розташована у східній частині хребта Синаторія, при підніжжі скельного масиву, складеного з вулканічних порід.